# Roberto Esposito
Roberto Esposito (Piano di Sorrento, 4 agosto 1950) è un filosofo italiano, professore emerito di filosofia teoretica presso la Scuola Normale Superiore.
È considerato uno degli autori di riferimento dell'Italian Theory. I suoi libri sono tradotti in una decina di lingue.

## Pensiero
Roberto Esposito parte dalla constatazione dell'esaurirsi del tradizionale lessico della politica e dalla consapevolezza della necessità di una sua diversa formulazione. Su questo presupposto, la sua ricerca si incentra sulla ripresa e sulla rielaborazione di questa tradizione all'interno di nuove esigenze, a partire da una reinterpretazione delle categorie classiche della filosofia. A tal fine nelle sue opere lascia interagire saperi e linguaggi differenti, dalla filosofia alla letteratura, all'arte, alla poesia, all'antropologia, alla teologia.
Dopo i primi studi sul pensiero di Vico e Machiavelli, (i primi saggi su Machiavelli, insieme ad altri recenti, sono adesso raccolti nel volume Machiavelli, curato per DeriveApprodi da Filippo Del Lucchese ed Elia Zaru), il suo lavoro si è concentrato intorno a quattro nuclei tematici.

### La riflessione sull'impolitico
L'impolitico viene inteso come rovescio impensato dalla politica; come ciò che sfugge alla presa della rappresentazione politica, ma che dal suo limite esterno entra in tensione con essa. Le riflessioni su questo tema sono confluite nei tre volumi Categorie dell'impolitico (il Mulino, Bologna 1988, 1999), Nove pensieri sulla politica (Bologna, il Mulino, 1993, 2010), L'origine della politica (Roma, Donzelli, 1996, 2013).

### Il lavoro su comunità e biopolitica
Le ricerche su questi temi sono confluite nella trilogia (Communitas, Immunitas, Bìos).
Communitas è un tentativo concettuale di ridefinire l'idea di comunità, al di fuori di ogni riferimento ai comunitarismi passati e presenti, privilegiando piuttosto gli autori – da Rousseau a Kant, da Heidegger a Bataille – in cui prevale una concezione della comunità in quanto legge comune dell'«essere insieme», ma anche la coscienza tragica di ciò che contiene di irrealizzabile da un punto di vista politico. Ciò che lega i soggetti della communitas non è un interesse o un’identità condivisa, ma piuttosto l’esigenza di un dono reciproco – un munus cui anche etimologicamente il termine di comunità rimanda.
Immunitas è la condizione, giuridica o medico-biologica, di esenzione dal dovere del munus, e dunque di protezione preventiva daiconflitti in seno al «corpo sociale». Questo libro persegue il lavoro di scavo teorico cominciato in Communitas e pone la categoria dell'immunità al centro di questa riflessione sulle contraddittorie strategie di difesa della società rispetto ai rischi, reali e immaginari, che la insidiano. In questo senso l’immunizzazione è allo stesso tempo una protezione e una negazione della vita che rischia sempre di diventare una sorta di malattia autoimmune del corpo sociale. Nel più recente Immunità comune. Biopolitica all'epoca della pandemia, immunità e comunità sperimentano una nuova articolazione, determinata dall'esigenza di immunizzare l'intera comunità umana. 
Bios è una rilettura, a partire dall'opera di Michel Foucault, della storia del pensiero biopolitico alla luce del concetto d'immunità. Essendo l'immunitas una «protezione negativa della vita», la biopolitica che ne incorpora le procedure è sempre a rischio di trasformarsi in tanatopolitica, di cui il nazismo ha costituto la manifestazione storica più terribile. Ciò non toglie che possa profilarsi una, sia pur problematica, nozione affermativa di biopolitica, in cui i corpi viventi divengano, oltre che oggetto, anche soggetto di azione politica.

### La decostruzione del paradigma di persona e il pensiero dell'impersonale
Al concetto di persona e di impersonale ha dedicato Terza persona, Politica della vita e filosofia dell’impersonale; Due. La macchina della teologia politica e il posto del pensiero e Le persone e le cose. A partire da una critica del concetto, giuridico romano e teologico cristiano, di persona, inteso come un dispositivo che separa la vita umana da se stessa, l’impersonale è inteso come la forma di una possibile riunificazione tra vita biologica e vita intellettuale, corpo e persona.

### Pensiero italiano e filosofia europea
Nel dittico costituito dai due volumi Pensiero vivente. Origine a attualità della filosofia italiana e Da fuori. Una filosofia per l'Europa ha ricostruito i caratteri prevalenti della tradizione filosofica italiana, a partire da Machiavelli, Bruno e Vico, fino a quella che viene definita Italian Theory, inserendola nell’orizzonte del pensiero europeo novecentesco. Tali caratteri sono costituiti da una connessione tra le categorie di storia, politica e vita che fa della filosofia italiana una concezione non ripiegata su se stessa in termini logici o coscienziali, ma estroflessa sul mondo esterno.
Il ruolo del negativo e il pensiero istituente
Il volume Politica negazione. Per una filosofia affermativa segna una svolta aprendo una nuova riflessione ontologico-politica. Contrariamente alle filosofie postmoderne, che tendono a cancellare il ruolo del negativo, questo viene assunto come limite e insieme come motore di una teoria dinamica dell’istituzione. I tre volumi Pensiero istituente. Tre paradigmi di ontologia politica; Istituzione; Vitam instituere. Genealogia dell’istituzione spostano l’attenzione dai poteri istituiti alla dinamica dell’istituire. In tal modo vita e istituzione trovano un’articolazione profonda che fa della vita al tempo stesso oggetto e soggetto del potere istituente.
L’ultimo libro I volti dell’avversario. L’enigma della lotta con l’angelo, pur riprendendo il tema del conflitto già presente nelle opere precedenti, lo inserisce in un quadro narrativo nuovo che si confronta con il celebre episodio biblico della lotta di Giacobbe con l’angelo e con le sue interpretazioni filosofiche, artistiche, letterarie e psicoanalitiche. In base a quest’ultime l’Avversario è una parte dello stesso Giacobbe che questi rifiuta proiettandola all’esterno, fino al momento in cui, proprio attraverso la lotta, apre un confronto con essa, aprendo un nuovo percorso etico.

## Opere
- La politica e la storia. Machiavelli e Vico  (Liguori, Napoli 1980) è tradotto in giapponese: Geiritsu Shuppan, Tokyo 1986.
- Ordine e conflitto (Liguori, Napoli 1984). Machiavelli e la letteratura politica del Rinascimento italiano.
- Categorie dell'impolitico (Il Mulino, Bologna1988; 1999) è tradotto in inglese: Fordham, New York 2015; in spagnolo: Katz, Buenos Aires 2006; in francese: Seuil, Paris 2005; è in corso una traduzione in cinese: Chongqing Univ. Press.
- Nove pensieri sulla politica (il Mulino, Bologna 1993; 2011) è tradotto in spagnolo: Trotta, Madrid 1996; in spagnolo per l’America latina: Fondo de cultura económica, Buenos Aires 2012; è in corso di traduzione in inglese: Minnesota Un. Press, Minneapolis.
- L'origine della politica (Donzelli, Roma 1996; 2014), è tradotto in spagnolo: Paidós, Barcelona ed è in corso di traduzione inglese: Fordham, New York.
- Communitas. Origine e destino della comunità, (Einaudi, Torino 1998; 2006) è tradotto in inglese: Stanford Univ. Press, 2010; in francese: Puf, Paris 2000; in spagnolo: Amorrortu, Buenos Aires-Madrid 2003; in tedesco: Diaphanes, Zürich-Berlin 2005; in portoghese: Comp. De Freud, Lisboa 2012; in coreano: Nanjang, Seul 2012.
- Immunitas. Protezione e negazione della vita (Einaudi, Torino, 2002) è tradotto in inglese: Polity Press, London 2011; in tedesco: Diaphanes, Zürich-Berlin 2004; in spagnolo: Amorrortu, Buenos Aires-Madrid 2005; in coreano: Nanjang, Seul 2012; in sloveno: Koda, Beletrina, 2014; in francese: Seuil 2021; è in corso di traduzione in portoghese: UFMG.
- Bios. Biopolitica e filosofia (Einaudi, Torino 2004), è tradotto in inglese: Minnesota, Minneapolis 2008; in spagnolo: Amorrortu, Buenos Aires-Madrid 20; in portoghese: Edições 70, Lisboa 2010; è in corso di traduzione in portoghese (per il Brasile: UFMG); in sloveno: Zalozba, Lubiana; in cinese: Henan University Press; in coreano: Nanjang, Seul.
- Terza persona. Politica della vita e filosofia dell'impersonale (Einaudi, Torino, 2007) è tradotto in inglese: Polity Press, London 2012; in spagnolo: Amorrortu, Buenos Aires-Madrid 2009; in giapponese: Kodansha, Tokyo 2011; in tedesco parzialmente, col titolo Person und menschliches Leben: Diaphanes, Zürich-Berlin 2010.
- Dieci pensieri sulla politica, il Mulino, Bologna 2011. ISBN 978-8815146632
- Termini della politica. Comunità, immunità, biopolitica (Mimesis, Milano 2008) è tradotto in inglese: Fordham, New York 2012; spagnolo: Herder, Barcelona 2009, in francese: Les Prairies Ordinaires, Paris 2010; in portoghese (Brasile), UFPR, Curitiba 2017; è in corso di traduzione in polacco.
- Pensiero vivente. Origine e attualità della filosofia italiana Einaudi, Torino 2010, è tradotto in inglese: Stanford Un. Press, Stanford 2012; in spagnolo: Amorrortu, Buenos Aires-Madrid 2012; in portoghese (Brasile), UFMG, 2013.
- Due. La macchina della teologia politica e il posto del pensiero (Einaudi, Torino, 2013) è tradotto in inglese: Fordham, New York, 2015; in spagnolo: Amorrortu, Buenos Aires 2016; è in corso di traduzione in francese: Diaphanes-Francia; in tedesco: Diaphanes-Germania; in portoghese: UFMG.
- Le persone e le cose (Einaudi, Torino 2014) è tradotto in inglese: Polity Press, London, 2015; in spagnolo: Katz, 2016; in coreano: Chaos Book; in cinese; Henan.
- Da fuori. Una filosofia per l’Europa, Einaudi, Torino 2016; è tradotto in inglese: Polity Press 2018; in spagnolo: Buenos Aires, Amorrortu 2018.
- Politica e negazione. Per una filosofia affermativa, Einaudi, Torino, 2018; è tradotto in inglese, Polity Press 2019; n spagnolo: Buenos Aires, Amorrortu 2022.
- Pensiero istituente. Tre paradigmi di ontologia politica, Einaudi, Torino 2020; in spagnolo: Buenos Aires, Amorrortu 2023.
- Istituzione, Il Mulino, Bologna, 2021. ISBN 9788815291547; tradotto in inglese: Polity Press 2022; in spagnolo: Herder 2022.
- Immunità comune. Biopolitica all'epoca della pandemia, Einaudi, Torino 2022.
- Vitam instituere. Genealogia dell’istituzione, Einaudi, Torino 2023.
- I volti dell'Avversario. L'enigma della lotta con l'Angelo, Einaudi, Torino, 2024.
- Machiavelli, a cura di F. Del Lucchese - E. Zaru, DeriveApprodi, Roma 2025.